# Tando Allahyar
Tando Allahyar ou Tando Allah Yar (en ourdou : خیرپور) est une ville pakistanaise située dans la province du Sind. Elle est la capite du district de Tando Allahyar.
La population de la ville a été multipliée par près de six entre 1972 et 2017, passant de 26 314 habitants à 156 562. Entre 1998 et 2017, la croissance annuelle moyenne s'affiche à 3,2 %, bien supérieure à la moyenne nationale de 2,4 %. En 2023, la population de la ville monte à 171 185 habitants.
|            | 1972 (rec.) | 1981 (rec.) | 1998 (rec.) | 2017 (rec.) | 2023 (rec.) |
| ---------- | ----------- | ----------- | ----------- | ----------- | ----------- |
| Population | 26 314      | 30 647      | 85 812      | 156 562     | 171 185     |